# Adidas Jabulani

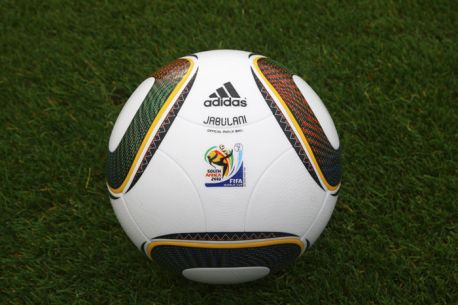
Minge Adidas Jabulani

Adidas Jabulani a fost mingea oficială a Campionatului Mondial de Fotbal 2010. Mingea a fost lansată în Cape Town, Africa de Sud la 04 decembrie 2009. Jabulani înseamnă „a fi fericit” în zulu.
Mingea a fost, de asemenea folosită ca minge de meci la Campionatul Mondial al Cluburilor FIFA 2009 în Emiratele Arabe Unite, iar o versiune specială a mingii, Jabulani Angola, a fost folosită la Cupa Africii pe Națiuni 2010.

## Design
Mingea a fost construită folosind un nou design, constând în 8 (în scădere de la 14 la ultimul Campionat Mondial) panouri tridimensionale lipite termic. Acestea sunt sferic-turnate din acetat de etilen-vinil și poliuretani termoplastic. Suprafața mingii este texturată cu caneluri, o tehnologie dezvoltată de Adidas, numită GripnGroove care este menită să îmbunătățească aerodinamica mingii. Mingii i-a fost îmbunătățită considerabil aerodinamica, fiind dezvoltată în parteneriat cu cercetători de la Universitatea din Loughborough, Marea Britanie.

## Culori
Mingea are patru elemente triunghiulare de design pe un fundal alb. Unsprezece culori diferite sunt folosite, reprezentându-i pe cei 11 jucători și cele 11 limbi oficiale din Africa de Sud. Jabulani Angola, folosită la Cupa Africii pe Națiunii 2010 în Angola, a fost colorată pentru a reprezenta culorile steagului național al Angolei care este format din galben, roșu și negru.  Pentru finala care se va disputa în Johannesburg pe 11 iulie va fi folosită o minge specială care va avea panouri aurii. Mingea se va numi „Jo'bulani”, fiind alcătuită din porecla orașului Johannesburg „Orașul de Aur”. 

## Fabricație
Mingile sunt făcute în China, folosind latex produs în India, poliuretan-elastomer termoplastic din Taiwan, acetat de vinil de etilenă, izotrop poliester / bumbac, adeziv și cerneală din China.

## Mingea Finalei Campionatului Mondial
O versiune aurie a mingii Jabulani, Jo'bulani, a fost anunțată ca mingea Finalei Campionatului Mondial. Numele mingii a fost inspirat de orașul Johannesburg, care este poreclit adesea Jo'burg, fiind și locul finalei din 2010. Aceasta este a doua minge produsă pentru Finala Campionatului Mondial, prima fiind produsă pentru Campionatul Mondial din 2006. Singurele echipe care vor juca cu această minge sunt cele două care ajung în finală. 